# Richie Hawtin
Richard ”Richie” Hawtin, född 4 juni 1970 i Banbury, Oxfordshire, England men uppvuxen i Kanada, är en musikproducent och DJ, främst inom stilarna detroit-techno och minimal. Han är mest känd för sina produktioner under namnet Plastikman. Richie startade 1990 tillsammans med John Acquaviva skivbolaget Plus 8 och senare 1998 sitt eget skivbolag Minus.